# حرائق غابات هاريبور 2022
حرائق غابات هاريبور 2022 في 16 مايو 2022 تم اقتلاع مئات الأفدنة من أشجار الغابات وتحولت مئات الأشجار والشجيرات الكبيرة إلى رماد في 70٪ من مساحة الغابات في منطقة جبل مكنيال في منطقة خانبور تهسيل في مقاطعة هاريبور خيبر باختونخوا في باكستان.